# Valentina Rastvorova
Valentina Ksenofontivna Rastvorova –en ruso, Валентина Ксенофонтівна Растворова– (17 de junio de 1933-24 de agosto de 2018) fue una deportista soviética que compitió en esgrima, especialista en la modalidad de florete.
Participó en tres Juegos Olímpicos de Verano entre los años 1956 y 1964, obteniendo en total tres medallas: oro y plata en Roma 1960 y plata en Tokio 1964. Ganó ocho medallas en el Campeonato Mundial de Esgrima entre los años 1956 y 1967.

## Palmarés internacional
| Juegos Olímpicos   | Juegos Olímpicos            | Juegos Olímpicos  | Juegos Olímpicos    |
| Año                | Lugar                       | Medalla           | Prueba              |
| ------------------ | --------------------------- | ----------------- | ------------------- |
| 1960               | Roma (Italia)               | Medalla de oro    | Florete por equipos |
| 1960               | Roma (Italia)               | Medalla de plata  | Florete individual  |
| 1964               | Tokio (Japón)               | Medalla de plata  | Florete por equipos |
| Campeonato Mundial |                             |                   |                     |
| Año                | Lugar                       | Medalla           | Prueba              |
| 1956               | Londres (Reino Unido)       | Medalla de oro    | Florete por equipos |
| 1958               | Filadelfia (Estados Unidos) | Medalla de oro    | Florete individual  |
| 1958               | Filadelfia (Estados Unidos) | Medalla de oro    | Florete por equipos |
| 1961               | Turín (Italia)              | Medalla de oro    | Florete por equipos |
| 1961               | Turín (Italia)              | Medalla de bronce | Florete individual  |
| 1962               | Buenos Aires (Argentina)    | Medalla de plata  | Florete por equipos |
| 1965               | París (Francia)             | Medalla de oro    | Florete por equipos |
| 1967               | Montreal (Canadá)           | Medalla de plata  | Florete por equipos |